# Уннершталль, Ларс
Ларс У́ннершталль (нем. Lars Unnerstall; 20 июля 1990, Иббенбюрен, Германия) — немецкий футболист, вратарь нидерландского клуба «Твенте».

## Карьера
Уннершталль 8 лет провёл в футбольной академии «Уффельна», после чего отправился «Грюн-Вайсс» из Штайнбека. С 2005 по 2008 год Уннершталль играл за «Пройссен Мюнстер».
1 июля 2008 года Ларс Уннершталль подписал свой первый профессиональный контракт с гельзенкирхенским «Шальке 04». Вместе с клубом он выиграл кубок Германии 2011 и Суперкубок Германии 2011. Первый официальный матч за «Шальке 04» Уннершталль провёл 31 июля 2011 года, когда в рамках первого раунда кубка Германии 2011/12 во Фрайбурге встречались «Шальке 04» и «Тенинген». Уннершталль заменил в воротах основного вратаря клуба Ральф Ферманна. Уннершталль пропустил 1 гол, но его команда выиграла со счётом 11:1.
В начале октября 2011 года Уннершталль продлил свой контракт с клубом до 30 июня 2013 года. 15 октября 2011 года Уннершталль дебютировал за «Шальке 04» в Бундеслиге, заменив на 30 минуте Юлиана Дракслера и став на место удалённого Ральфа Ферманна.
3 августа 2012 года Уннершталль продлил контракт с «Шальке» до 2015 года.
24 января 2014 года Уннершталль отправился в аренду на полгода в «Арау».
21 мая 2014 года Уннершталль перешёл в дюссельдорфскую «Фортуну», подписав контракт до 2017 года. В июне 2017 года перешёл в нидерландский клуб ВВВ-Венло. В мае 2018 года подписал трёхлетний контракт с ПСВ.

## Достижения
- Обладатель Кубка Германии: 2010/11
- Обладатель Суперкубка Германии: 2011